# Zipacna
Zipacná ist eine Gestalt aus der Maya-Mythologie, über die der Popol Vuh, das heilige Buch der Quiché-Maya, berichtet. Er ist ein Erdbeben-Dämon.
Zipacná ist der Sohn von Vucub Caquix und Chimalmat und der Bruder des Cabracan. Er soll sehr arrogant und gewalttätig sein. Er wird als riesige Gestalt dargestellt, die nachts Gebirge und Felsen schleppt. Eine Gruppe von 400 jungen Männern, die von den Göttern angestachelt werden, ihn mit einer List zu töten, tötet er schließlich selbst und schleudert sie so weit in den Himmel, dass sie die Erde verlassen und in den Plejaden auf eine Gelegenheit zur Rückkehr zur Erde warten. Die Götter schicken daraufhin die Heldenbrüder Hunahpú und Ixbalanqué, die ihn schließlich ebenfalls mit einer List töten und unter einem Berg begraben.

## Auftritte in Medien
- Zipacna spielte eine Rolle in der Fernsehserie Stargate SG-1. Er erschien das erste Mal in der Episode „Pretense“ in der dritten Staffel.
- Zipacna ist ein berüchtigtes Monster im Spiel Final Fantasy XI im Ve'Lugannon Palast. Wenn er besiegt wird, lässt er ein Gegenstand fallen, mit dem man einen Himmelswächter beschwören kann.
- Zipacna ist ein Protagonist in der Geschichte des Webcomics Luci Phurr's Imps. Sein Ziel ist es mit anderen Göttern zu interagieren.